# Toy Dolls
Toy Dolls jsou anglická punková skupina založená v roce 1979. Ačkoliv jsou s punk rockem spojeny spíše agresivní hudba i texty, tak Toy Dolls pracují se smyslem pro legraci; (např. skladby jako "Yul Brynner Was A Skinhead", "My Girlfriend's Dad's A Vicar" a "James Bond Lives Down Our Street"). Dále jejich skladby často obsahují náslovný rým (např. "Peter Practice's Practice Place", "Fisticuffs in Frederick Street", "Neville is a Nerd" nebo "Quick to Quit the Quentin"). 
Jejich alba obvykle obsahují cover verzi známého hitu, často zrychlenou na obvyklé punkrockové tempo. Mezi coververze patřily „Blue Suede Shoes“, „Toccata in Dm“, „No Particular Place to Go“, „Šavlový tanec“, „Livin' La Vida Loca“, „Lazy Sunday“, „I'm Gonna Be (500 Miles)“, „She's So Modern“ a „The Final Countdown“. Nahráli také parodie populárních písní, jako například „The Kids in Tyne and Wear (Kids in America)“ a „The Devil Went Down to Scunthorpe (The Devil Went Down to Georgia)“. Jejich alba často začínají krátkým intrem s chytlavým kytarovým riffem a končí outrem, které je obvykle o něco delší variací na intro riff. V mnoha jejich písních se také výrazně objevuje kazoo.
Většina členů kapely má přezdívky a jen zřídka jsou k vidění bez svých kreslených obdélníkových slunečních brýlí (i když se na obalu alba One More Megabyte objevili s odhalenýma očima).
V roce 2010 skupina vystoupila na českém punkovém festivalu Pod Parou v Moravské Třebové. Zatím jejich poslední vystoupení v Česku proběhlo 5. listopadu 2022 v pražském Divadle Archa. Jako předskokany si vybrali pražskou punkrockovou partu Apple Juice.

## Současná sestava
- Michael „Olga“ Algar – zpěv, kytara, baskytara
- Duncan „The Amazing Mr. Duncan“ Redmonds – bicí, zpěv
- Tom „Tom Goober“ Blyth – baskytara, zpěv

## Diskografie
| Rok  | Album                           |
| ---- | ------------------------------- |
| 1983 | Dig That Groove Baby            |
| 1985 | A Far Out Disc                  |
| 1986 | Idle Gossip                     |
| 1987 | Bare Faced Cheek                |
| 1989 | Ten Years Of Toys               |
| 1989 | Wakey Wakey                     |
| 1990 | 22 Tunes Live From Tokyo        |
| 1991 | Fat Bob's Feet                  |
| 1993 | Absurd-Ditties                  |
| 1995 | Orcastrated                     |
| 1997 | One More Megabyte               |
| 1999 | On Stage in Stuttgart           |
| 2000 | Anniversary Anthems             |
| 2004 | Our Last Album?                 |
| 2006 | Treasured Toy Dolls Tracks Live |
| 2012 | The Album After the Last One    |
| 2019 | EPISODE XIII                    |